# Sarcodexia biseriata
Sarcodexia biseriata är en tvåvingeart som först beskrevs av Aldrich 1916.  Sarcodexia biseriata ingår i släktet Sarcodexia och familjen köttflugor.
Artens utbredningsområde är Texas. Inga underarter finns listade i Catalogue of Life.